# Laura Österberg Kalmari
Laura Elina Österberg Kalmari (Kirkkonummi, 27 de maio de 1979), é uma futebolista finlandesa que atua como zagueira. Atualmente, joga pelo Sky Blue.